# Вест-Гардінер (Мен)
Вест-Гардінер (англ. West Gardiner) — місто (англ. town) в США, в окрузі Кеннебек штату Мен. Населення — 3671 особа (2020).

## Демографія
Згідно з переписом 2010 року, у місті мешкали 3474 особи в 1368 домогосподарствах у складі 983 родин. Було 1556 помешкань
Расовий склад населення:
| - 97,4 % — білих - 0,4 % — корінних американців - 0,4 % — чорних або афроамериканців - 0,2 % — азіатів |

До двох чи більше рас належало 1,3 %. Частка іспаномовних становила 0,8 % від усіх жителів.
За віковим діапазоном населення розподілялося таким чином: 22,7 % — особи молодші 18 років, 65,4 % — особи у віці 18—64 років, 11,9 % — особи у віці 65 років та старші. Медіана віку мешканця становила 42,1 року. На 100 осіб жіночої статі у місті припадало 97,9 чоловіків;  на 100 жінок у віці від 18 років та старших — 95,3 чоловіків також старших 18 років.
Середній дохід на одне домашнє господарство  становив 79 956 доларів США (медіана — 75 825), а середній дохід на одну сім'ю — 85 879 доларів (медіана — 78 056). Медіана доходів становила 46 582 долари для чоловіків та 48 140 доларів для жінок. За межею бідності перебувало 6,1 % осіб, у тому числі 10,4 % дітей у віці до 18 років та 6,5 % осіб у віці 65 років та старших.
Цивільне працевлаштоване населення становило 1772 особи. Основні галузі зайнятості: освіта, охорона здоров'я та соціальна допомога — 24,8 %, публічна адміністрація — 22,7 %, роздрібна торгівля — 10,8 %, виробництво — 7,8 %.